# Вахб ибн Мунаббих
Вахб ибн Муна́ббих (араб. وهب بن منبه‎;
656, Дамар, Йемен — между 732 и 738, Сана, Йемен) — учёный-традиционалист, историк, собиратель историй о жизни пророка Мухаммеда и еврейских преданий (исраилият). Передавал хадисы непосредственно от сподвижников Мухаммада.

## Биография
Его полное имя Абу Абдуллах Вахб ибн Мунаббих ибн Камиль ибн Сайдж аз-Зимари ас-Санаани аль-Ямани. Его отец, Мунаббих, происходил из персидских царей и принял ислам при жизни пророка Мухаммеда. Мать была химьяриткой и говорила на «химьяритском языке» (по-видимому, на одном из местных бесписьменных диалектов). По другой версии ислам принял только его сын Вахб. По преданию, его предки были выходцами из Герата.
Хорошее знание еврейских традиций (исраилият), вероятно и привело к убеждению, что он был евреем, хотя он, возможно, приобрел свои знания от своего учителя Ибн Аббаса. Такие биографы, как ан-Навави и Ибн Халликан не упоминают о его еврейских корнях.
У него также был брат по имени Хаммам, который является автором «Сахифы», включавшей 138 хадисов.
Вахб прочёл более 70 книг и был талантливым рассказчиком (рави) событий из жизни пророка Мухаммеда и библейских деятелей. Мусульманские историки в общем относились с доверием к повествованиям Вахба, хотя некоторые (Ибн Хальдун и др.) обвиняют его в «беззастенчивой лжи».
Он вёл благочестивый образ жизни. Обратил в ислам йеменского христианина Гавриила, у которого изучал Евангелие.
Большую часть жизни провел в Сане. Был имамом мечети, а во время правления омейядского Умара ибн Абдул-Азиза он был назначен судьей.
Из сторонника свободы воли (кадарита) стал приверженцем абсолютного Божественного предопределения (джабаритом), ссылаясь при этом на еврейские и христианские писания.
Умер там же в 728 или 732 году, после побития палками, к которому его приговорил йеменский наместник. Его могила находится недалеко от соборной мечети Саны.

## Труды
Вахб прославился как один из образованнейших людей своего времени. Он прекрасно знал Библию, иудейские и христианские предания. Владел древнееврейским и сирийским языками. Не проявлял интереса к эпиграфике древнего Йемена.
Его перу принадлежат такие сочинения как «Кисас аль-Анбийя» (قصص الأنبياء‎ — «Рассказы о пророках») и «Китаб аль-Исраилият» (كتاب الإسرائيليات‎ — «Книга исраилиятов»). Первое сочинение, представляющее собой сборник рассказов о персонажах Библии, состоит из сюжетов заимствованных из еврейского фольклора. «Китаб аль-Исраилият» был утерян и, очевидно, представлял сборник еврейских повестей, большинство из которых включено компилятором в сборник «Тысяча и одна ночь».
Сочинения Вахба служили источником для таких историков как ат-Табари, аль-Масуди и другие. Ат-Табари ссылался на Вахба, упоминая о Шехине (араб. Сакина). Ибн Хишам, рассказывая о распространении христианства в Наджране (Йемен), также цитирует Вахба. Ему также приписывается первоначальная версия исламского псевдо-Псалтиря Давида (Забур Дауд), которое составлено в подражание Корану.